# Valentina Tjerkasova
Valentina Tjerkasova, född 22 juni 1958 i Kohtla-Järve, är en före detta sovjetisk sportskytt.
Hon blev olympisk bronsmedaljör i gevär vid sommarspelen 1988 i Seoul.